# پاوان افسر
پاوان افسر (زاده ۱۳۶۳) بازیگر تئاتر و سینما و تلویزیون ایرانی است. او دارای مدرک کارشناسی مدیریت امور بانکی از دانشکده امور اقتصادی است. همچنین تحصیلات خود را در رشتهٔ مدیریت بازرگانی تا مقطع کارشناسی ارشد ادامه داده و نیز فارغ‌التحصیل دوره‌های آزاد بازیگری است.

## تئاترها
- ۱۳۹۸ نسخه‌ی ویراستار به کارگردانی بهروز سالمی[۲]
- ۱۳۹۸ وضعیت شماره‌ی دو به کارگردانی رامین اکبری
- ۱۳۹۶ قرب آنگاه به کارگردانی سید محمد مساوات
- ۱۳۹۶ چشمهای بسته از خواب به کارگردانی یوسف باپیری
- ۱۳۹۵ آشپزخانه به کارگردانی محمدحسن معجونی
- ۱۳۹۴ بیضایی به کارگردانی سید محمد مساوات
- ۱۳۹۴ زندگی یک رویاست به کارگردانی امیر قاسمی

## سریال‌ها
- ۱۴٠۲ مگه تموم عمر چندتا بهاره
- ۱۴۰۱ شهباز
- ۱۴٠۰ دختران کوچه غم
- ۱۴۰۰ جزیره
- ۱۳۹۷ بانوی عمارت
- ۱۳۹۶ زیر پای مادر
- ۱۳۹۵ ماه و پلنگ

## سینما
- ۱۴۰۰ تب بر
- ۱۳۹۷ جهان با من برقص[۳]
- ۱۳۹۶ در وجه حامل[۴]
- ۱۳۹۵ ایستگاه اتمسفر[۵]